# トマス・ルーソン＝ゴア
トマス・ルーソン＝ゴア閣下（英語: Hon. Thomas Leveson-Gower、1699年ごろ – 1727年8月12日）は、グレートブリテン王国の政治家。トーリー党に所属し、1722年から1727年まで庶民院議員を務めた。

## 生涯
初代ゴア男爵ジョン・ルーソン＝ゴア（1709年没）とキャサリン・マナーズ（Catherine Manners、1723年3月7日没、初代ラトランド公爵ジョン・マナーズの娘）の三男として、1699年ごろにトレンサムで生まれた。1716年3月15日、オックスフォード大学クライスト・チャーチに入学した。
兄にあたる第2代ゴア男爵ジョン・ルーソン＝ゴア（1746年にゴア伯爵に叙爵）がニューカッスル＝アンダー＝ライン選挙区で1議席を掌握しており、1722年イギリス総選挙でトマスは同選挙区で難なく当選した。議会では兄と同じくトーリー党に所属した。
1727年イギリス総選挙直前の1727年8月12日に生涯未婚のまま死去、19日にニューカッスル＝アンダー＝ライン選挙区で行われた投開票では弟バプティストが無投票当選を果たした。